# Andrew S. Clarkin
Andrew Sylvester Clarkin (* 1891 in Dublin; † 23. November 1955 ebenda) war ein irischer Politiker.
Der aus Dublin stammende Clarkin trat 1911 der Sinn Féin bei. Auch den Irish Volunteers gehörte er an. 1916 nahm er am Osteraufstand teil.
Im Jahr 1944 wurde Clarkin in den Seanad Éireann, das Oberhaus des irischen Parlaments, gewählt und gehörte diesem bis zu seinem Tod an. Daneben war er für viele Jahre Mitglied des Stadtrats von Dublin und bekleidete als solches von 1951 bis 1953 das Amt des Oberbürgermeisters (Lord Mayor of Dublin).

## Ehrungen
- 1953: Großes Verdienstkreuz mit Stern und Schulterband der Bundesrepublik Deutschland